# 뷰파인더

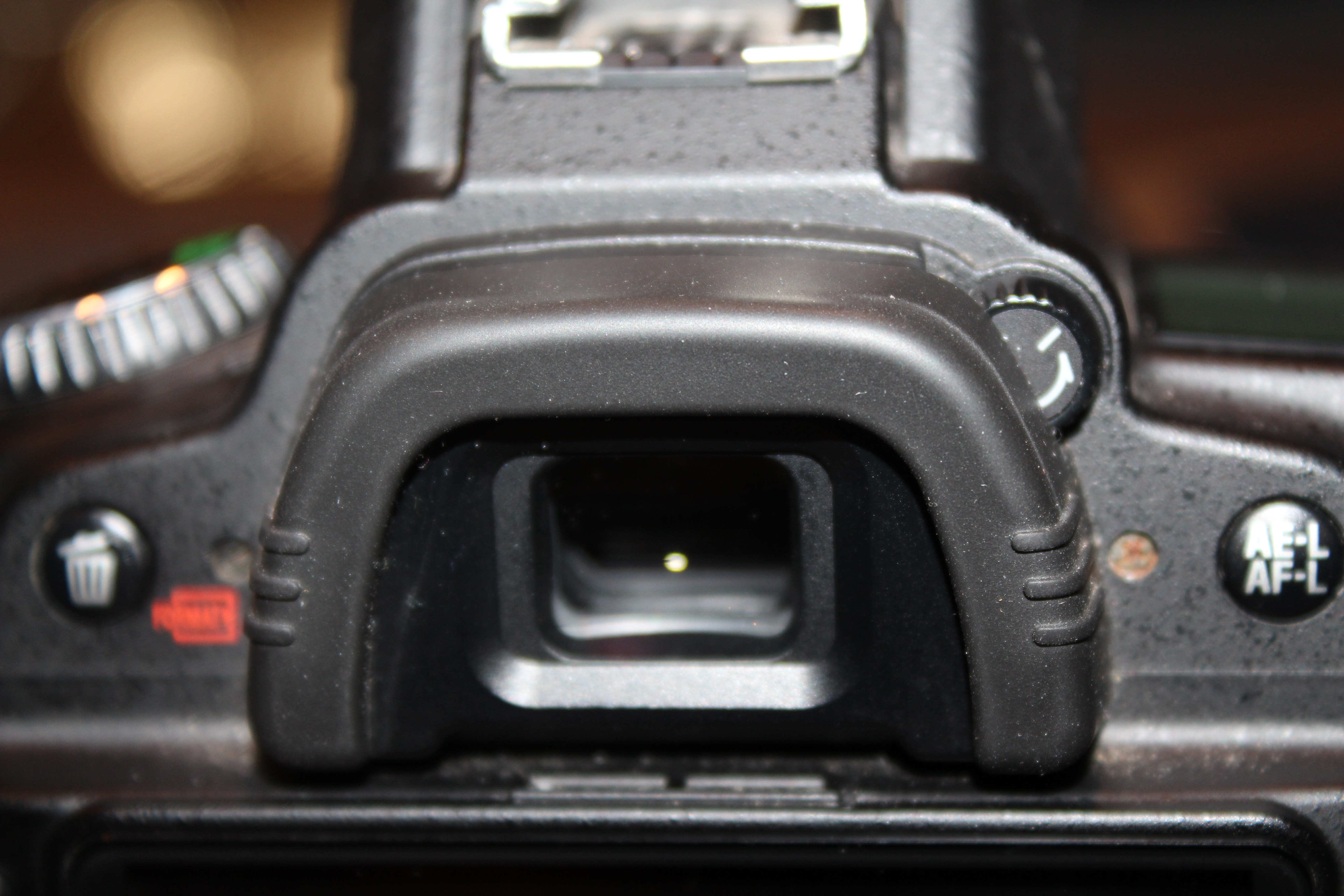
니콘 D9의 뷰파인더

사진술에 있어서 뷰파인더(Viewfinder)란 사진사가 사진을 찍기 위해 혹은 초점을 맞추기 위해 들여다 보는 기구로 대한민국에서는 국립국어원이 보기창으로 다듬었다.
수많은 종류의 사진기에서 뷰파인더가 쓰이고 있다: 정지 화면/영화를 찍을 수 있는 카메라나 캠코더, 아날로그/디지털 카메라에 뷰파인더가 쓰이고 있다.

## 개요
파인더는 피사체에 촬영되는 범위와 위치의 관계를 미리 알아 두기 위해 중요하다. 파인더를 들여다보면 촬영되는 범위를 표시하는 윤곽이 뚜렷이 보인다. 일반적으로 피사체의 거리가 짧아져 초점을 맞추기 위한 렌즈를 차츰 이동시켜 나가면 화각은 점점 작아지고 촬영되는 범위는 좁아진다. 따라서 이 점을 감안하여 윤곽은 약간 자그맣게 만들어져 있는 것이 보통이다.
또 파인더의 축과 렌즈의 축이 수㎝ 떨어져 있기 때문에 시차(視差)가 생긴다. 이 영향은 먼 곳에 있는 피사체를 촬영할 경우에는 무시할 수 있지만 접근된 경우에는 무시할 수 없다.
정확하게 촬영을 하려면 시차에 상당한 양만큼 카메라를 이동시켜서 셔터를 누르면 된다. 시차를 자동적으로 보정하도록 되어 있는 카메라도 있다.
단안 리플렉스 카메라에서는 촬영 렌즈를 통해서 화상을 보는 것이므로 사진 찍히는 범위는 촬영 렌즈를 통해 보이는 화상과 똑같다. 그뿐 아니라 시차에 대한 염려도 전혀 없다.
파인더는 또한 초점을 맞추기 위한 장치를 아울러 겸하고 있는 것이 많다. 그 한가지는 이중상합치식(二重像合致式) 거리계이다.
이것은 파인더의 중앙부에 일정한 거리를 옆으로 벗어난 위치에서 본 피사체의 상을 포개도록 하여, 렌즈의 초점맞추기 조작과 연동시킴으로써 보는 각도를 바꿔 이중으로 보이는 상을 일치시켜 가면서 초점을 맞춘다.
또 단안 리플렉스 카메라에서는 매트(mat) 면에 생기는 상의 흐린 정도를 보고 판단하게 되며, 스플릿 이미지 프리즘(split image prism)을 사용하여 상하상합치식(上下像合致式)으로 하기도 하고, 밝기와 흐림도 뚜렷이 알 수 있도록 작은 다각추(多角錐)를 결합시킨 마이크로 프리즘(micro prism) 등이 쓰이고 있다.

## 분류
뷰파인더는 광학식 뷰파인더일 수도 있고 전자식 뷰파인더일 수 있다. 후지필름 X-Pro1와 같이 광학식 뷰파인더와 전자식 뷰파인더를 동시에 사용하는 하이브리드 뷰파인더를 사용하는 기종도 있다.
- 광학식 뷰파인더: 단순한 역 망원경이라 할 수 있다. 여러 단점이 있지만, 전력을 크게 소모하지 않는 장점이 있다.
- 전자식 뷰파인더: CRT, LCD, OLED 기반의 영상 디스플레이 기기이다. 그 원래의 뷰파인더로서의 쓰임새 외에도 앞서 찍어 둔 영상을 다시 재생하는 데에 쓰인다. 또한 온 스크린 디스플레이로도 쓰인다.

사진기 하나에 뷰파인더가 두 개 붙는 일은 흔하지 않다. 그러나 그런 예가 있는데 이를테면 다음과 같다:
- 간혹 디지털 스틸 카메라에 광학식 뷰파인더 및 전자식 뷰파인더 두 개 모두가 달려 있을 수 있다. 이 중 전자식은 촬영한 영상을 보거나 재생하는 데 쓰이데 쓰이며, 온 스크린 디스플레이를 갖고 있을 수 있다. 또한 전원을 아끼기 위해 선택적으로 끌 수도 있다.
- 캠코더에 전자식 뷰파인더 두 개가 달려 있을 수 있다. 하나는 눈을 갖다 대고 보는 용도로 쓰일 수 있다. 다른 하나는 캠코더 옆에 붙어 있어서 CRT나 LCD 화면을 보여 줄 수 있을 것이다. 배터리를 소모하기 때문에 후자는 전원을 아끼기 위해 선택적으로 꺼 놓을 수도 있다.

어떤 특수한 목적의 사진기에는 뷰파인더가 전혀 달려 있지 않을 수 있다. 이를테면, 웹 카메라, 폐쇄 회로 감시용 카메라 등이다. 사람들은 이들에 대해서는 외부의 모니터를 뷰파인더로 삼아 이용한다.

## 같이 보기
- 전자식 뷰파인더
- 웨이스트-레벨 파인더